# Akkar
Akkar, noto anche come Gibelacar (distorsione crociata di Jabal Akkar), è un castello risalente all'anno 1000 situato nel Libano settentrionale, nel distretto di Akkar.
Fu costruito attorno all'anno 1000 da un certo Muhriz Akkar. Nel 1109, dopo la conquista di Tripoli, il governatore di Damasco per non essere attaccato preferì cedere ai cristiani il castello, che venne rinomitato Gibelacar. Dopo che i musulmani lo riconquistarono e un terremoto che lo rovinò, il castello tornò nelle mani dei cristiani, che lo affidarono agli Ospitalieri, sotto i quali rimase fino alla conquista nel 1271 da parte di Baybars, che accettò la loro resa lasciandoli ritirare a Tripoli.

## Descrizione
Il castello si trova in Libano a non troppa distanza dal più famoso Krak dei Cavalieri, su uno sperone di roccia con 700 m di altezza e di dimensioni 200x70 m. È costituito da una cinta muraria rinforzata da torri rettangolari e con una cisterna nel cortile. Il maschio misurava 13x13 m di base e aveva l'entrata per il castello sollevata di 3 m, con una scala per salirci, che all'evenienza veniva tolta. All'interno, invece, si trova una sala a volta con due feritoie sui lati est e sud e un corridoio ad angolo retto da cui si sale sulla terrazza.